# Campionati del mondo di atletica leggera indoor 1995 - 800 metri piani maschili
Gli 800 metri piani si sono tenuti il 10, l'11 e il 12 marzo 1995 presso lo stadio Palau Sant Jordi di Barcellona.

## Risultati

### Batterie
Qualificazione: i primi due di ogni batteria (Q) e i 2 seguenti migliori tempi (q) vanno alle semifinali.

#### Batteria 1
Venerdì 10 marzo 1995
| Posizione | Corsia | Nome                 | Nazionalità | Tempo   | Note |
| --------- | ------ | -------------------- | ----------- | ------- | ---- |
| 1         | -      | Pavel Soukup         | Rep. Ceca   | 1'49"60 | Q    |
| 2         | -      | Tor Øivind Oedegaard | Norvegia    | 1'49"68 | Q    |
| 3         | -      | Michael Wildner      | Austria     | 1'50"52 |      |
| 4         | -      | António Abrantes     | Portogallo  | 1'50"94 |      |
| 5         | -      | Ion Bogde            | Romania     | 1'51"04 |      |

#### Batteria 2
| Posizione | Corsia | Nome             | Nazionalità | Tempo   | Note             |
| --------- | ------ | ---------------- | ----------- | ------- | ---------------- |
| 1         | -      | Joseph Tengelei  | Kenya       | 1'51"68 | Q                |
| 2         | -      | José Arconada    | Spagna      | 1'51"80 | Q                |
| 3         | -      | Marco Chiavarini | Italia      | 1'51"92 |                  |
| 4         | -      | Mahmoud Alkirai  | Siria       | 1'53"12 |                  |
| 5         | -      | Arisk Perdomo    | Guatemala   | 1'55"66 | Record nazionale |
| 6         | -      | Carlos Mairena   | Nicaragua   | 1'56"54 | Record nazionale |

#### Batteria 3
| Posizione | Corsia | Nome          | Nazionalità | Tempo   | Note |
| --------- | ------ | ------------- | ----------- | ------- | ---- |
| 1         | -      | Mahjoub Haïda | Marocco     | 1'50"08 | Q    |
| 2         | -      | Benson Koech  | Kenya       | 1'50"48 | Q    |
| 3         | -      | Tomonari Ono  | Giappone    | 1'51"80 |      |
| 4         | -      | Tommy Asinga  | Suriname    | 1'51"83 |      |
| 5         | -      | Rafko Marinič | Slovenia    | 1'52"57 |      |
| 6         | -      | Kennedy Osei  | Ghana       | dnf     |      |

#### Batteria 4
| Posizione | Corsia | Nome                 | Nazionalità | Tempo   | Note |
| --------- | ------ | -------------------- | ----------- | ------- | ---- |
| 1         | -      | David Matthews       | Irlanda     | 1'49"90 | Q    |
| 2         | -      | Rich Kenah           | Stati Uniti | 1'50"10 | Q    |
| 3         | -      | Arthémon Hatungimana | Burundi     | 1'50"17 |      |
| 4         | -      | Bekele Banbere       | Etiopia     | 1'54"56 |      |
| 5         | -      | Savieri Ngidhi       | Zimbabwe    | dns     |      |

#### Batteria 5
| Posizione | Corsia | Nome               | Nazionalità   | Tempo   | Note |
| --------- | ------ | ------------------ | ------------- | ------- | ---- |
| 1         | -      | Torbjörn Johansson | Svezia        | 1'49"57 | Q    |
| 2         | -      | Andrés Manuel Díaz | Spagna        | 1'49"66 | Q    |
| 3         | -      | Clive Terrelonge   | Giamaica      | 1'49"73 | q    |
| 4         | -      | Brad Sumner        | Stati Uniti   | 1'50"02 | q    |
| 5         | -      | Soon-hyung Kim     | Corea del Sud | 1'53"01 |      |

### Semifinali
Qualificazione: i primi tre di ogni semifinale (Q) vanno in finale.

#### Semifinale 1
Sabato 11 marzo 1995
| Posizione | Corsia | Nome                 | Nazionalità | Tempo   | Note |
| --------- | ------ | -------------------- | ----------- | ------- | ---- |
| 1         | -      | Benson Koech         | Kenya       | 1'48"47 | Q    |
| 2         | -      | Tor Øivind Oedegaard | Norvegia    | 1'48"80 | Q    |
| 3         | -      | Clive Terrelonge     | Giamaica    | 1'48"82 | Q    |
| 4         | -      | David Matthews       | Irlanda     | 1'49"26 |      |
| 5         | -      | Rich Kenah           | Stati Uniti | 1'50"39 |      |
| 6         | -      | Andrés Manuel Díaz   | Spagna      | 1'51"19 |      |

#### Semifinale 2
| Posizione | Corsia | Nome               | Nazionalità | Tempo   | Note |
| --------- | ------ | ------------------ | ----------- | ------- | ---- |
| 1         | -      | Pavel Soukup       | Rep. Ceca   | 1'49"41 | Q    |
| 2         | -      | Joseph Tengelei    | Kenya       | 1'49"51 | Q    |
| 3         | -      | Mahjoub Haïda      | Marocco     | 1'49"72 | Q    |
| 4         | -      | Torbjörn Johansson | Svezia      | 1'50"19 |      |
| 5         | -      | José Arconada      | Spagna      | 1'50"98 |      |
| 6         | -      | Brad Sumner        | Stati Uniti | 1'51"60 |      |

### Finale
| Record mondiale       | Paul Ereng     | 1'44"84 | Budapest  | 4 marzo 1989    |
| Record dei Campionati | Paul Ereng     | 1'44"84 | Budapest  | 4 marzo 1989    |
| Capolista stagionale  | Nico Motchebon | 1'44"88 | Stoccarda | 5 febbraio 1995 |

Domenica 12 marzo 1995, ore 19:05.
| Pos.    | Corsia | Atleta               | Età | Nazione   | Tempo   | Note             |
| ------- | ------ | -------------------- | --- | --------- | ------- | ---------------- |
| Oro     | -      | Clive Terrelonge     | 26  | Giamaica  | 1'47"30 | Record nazionale |
| Argento | -      | Benson Koech         | 20  | Kenya     | 1'47"51 |                  |
| Bronzo  | -      | Pavel Soukup         | 24  | Rep. Ceca | 1'47"74 |                  |
| 4       | -      | Tor Øivind Oedegaard | 26  | Norvegia  | 1'48"34 |                  |
| 5       | -      | Mahjoub Haïda        | 24  | Marocco   | 1'48"63 |                  |
| 6       | -      | Joseph Tengelei      | 22  | Kenya     | 1'49"22 |                  |